# 判任官

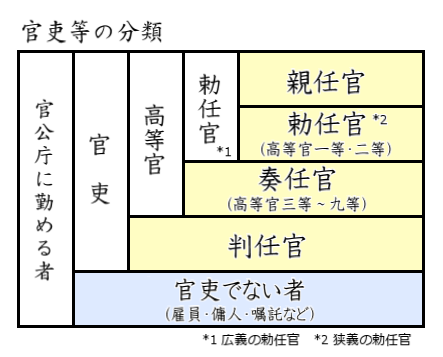
判任官の位置づけ

判任（はんにん）は官人や官吏の任官手続きの種類で天皇の委任を受けた行政官庁の長が官職に任ずることまたはその官職をいい、とくにその官職をいう場合は判任官（はんにんかん、英語: junior official）という。
1886年（明治19年）に高等官を設けてからは判任官をその下位に位置付けており 、1890年（明治23年）から明治憲法の下で用いられ1946年（昭和21年）に廃止された。

## 律令制における判任
律令制では式部省や兵部省からの申し出により太政官が官職に任ずることまたはその官職を判任といい、選叙令では官位相当の定めがない郡司の主政・主帳、また家令等は判任とした 。
判任の上位に奏任があり下位に判補がある。

## 明治の太政官制における判任官と等外吏

### 1868年（慶応4年閏4月）政体書・官等9等
明治以後の判任は、1868年7月4日（慶応4年（明治元年）5月15日）に勅授官・奏授官・判授官（はんじゅかん）を区別したことが始めで、政体書の官等制で第一等官から第九等官までのうちの六等官以下を判授官とし宣旨に所属官の印を押すとした。
第六等官は県の二等判県事、外国官の一等訳官とし、第七等官は神祇官・会計官・軍務官・外国官・刑法官の書記、県の三等判県事、司の判司事、外国官の二等訳官とし、第八等官は官掌、守辰、三等訳官とし、第九等は訳生、使部とした。
このときの俸給は月給としており、江戸開城した後も戊辰戦争は継続していたことから関東平定まで五等以上の月給は減額することにしていたが、六等以下はすべて本額の通り渡すこととした。
政体書の官等制と官位を併用すると甚だ不体裁であるとして、同年12月21日（同年11月8日）に五等官より八等官の守辰に至るまで在勤中は官位を返上するように命じている。
この頃には判任官の下に等外（とうがい）・附属吏がある 。

### 1869年（明治2年7月）職員令・官位相当制
1869年（明治2年7月）の職員令による官位相当制では正七位以下を判任とし、ただし判任について官はその長官よりこれを授け位階は太政官よりこれを賜うとした。
正七位相当は神祇官の権大史、太政官の権少史、諸省の大録、諸寮の允、諸司の大佑、刑部省の中解部・逮部長、外務省の中訳官、集議院の大主典、大学校の大主簿・中助教・大寮長、弾正台の大疏、皇太后宮職・皇后宮職・春宮坊の権少進、中藩の権少参事、小藩・県の少参事、留守官・開拓使の大主典とし、従七位相当は神祇官の少史、諸省の権大録、諸寮の権允、諸司の権大佑、刑部省の少解部、外務省の少訳官、集議院の権大主典、大学校の少主簿・少助教・中寮長、弾正台の少巡察、皇太后宮職・皇后宮職・春宮坊の大属、府の大属、小藩の権少参事、県の大属、留守官・開拓使の権大主典とし、正八位相当は神祇官の権少史、太政官の主記、諸省の少録、諸寮の大属、諸司の少佑、刑部省の逮部助長、集議院の少主典、大学校の大得業生・少寮長、弾正台の少疏、皇太后宮職・皇后宮職・春宮坊の権大属、府・県の権大属、留守官・開拓使の少主典とし、従八位相当は神祇官の史生、太政官の官掌、諸省の権少録、諸寮の権大属、諸司の権少佑、集議院の権少主典、大学校の中得業生・大写文生、弾正台の巡察属、皇太后宮職・皇后宮職・春宮坊の少属、府・県の少属、留守官・開拓使の権少主典とし、正九位相当は神祇官の官掌、諸省の史生、諸寮の少属、諸司の大令史、集議院の史生、大学校の史生・少得業生・中写文生、弾正台の史生、皇太后宮職・皇后宮職・春宮坊の権少属、府・県の権少属、留守官・開拓使の史生とし、従九位相当は諸省の省掌、諸寮の権少属、諸司の少令史、刑部省の逮部、集議院の院掌、大学校の校掌・少写文生、弾正台の台掌、皇太后宮職・皇后宮職の史生・職掌・春宮坊の史生・坊掌、府・県の史生、開拓使の使掌とした。
武官については、1870年10月12日（明治3年9月18日）に海軍・陸軍の大尉は正七位相当、海軍・陸軍の中尉は従七位相当、海軍・陸軍の少尉は正八位相当、陸軍の曹長は従八位相当、陸軍の権曹長は正九位相当とした。
1869年（明治2年7月）に定めた判任の官記書式では大納言の宣を書して元号の一文字目の下に太政官印を押した。
- 判任の官記書式（明治2年7月）の例

```
太政官印
　　　　　　       姓名
任　権少史

正二位
行
大納言
姓尸
名宣
　
従五位
守
中辨
姓尸名奉行
　太政官印
年号
干支
月日
```

このときの俸給である官禄は石高で示し官位相当表によって定めた 。
官位相当表に掲載しない下級官吏は判任官よりも下の等外とした 。
等外には使部・仕丁、官省寮司諸局附属、時御太鼓打方、陸尺並びに給仕、直丁、門番、捕亡吏などがあった。
等外の官禄についても判任官以上と同様に石高で定めた  。
同年10月24日（同年9月20日）に諸官省府藩縣判任仮宣旨の書式を達した。ただし、これに冩課があったことから同年11月1日（同年9月28日）にこれを改め次の例の様に書すことになる。
また、同年11月4日（同年10月4日）に内外諸官省官員の転職のときは出入昇降を論ぜず総て前職の宣旨の御印の下へ年月日転何官と書し、ただし新たに下される宣旨へは総て任何官とのみ書すことになる。また、免職のときは宣旨の御印の下へ年月日免と書し、願に依り免ぜられた者には年月日依願免と書し、罪が有って免ぜられた者は宣旨お取上げの事とした。
- 諸官省府藩縣判任官仮　宣旨書式（大奉書堅紙）（明治2年9月28日改定）の例

```
　　　　何　某
　　　　 
[
注釈 3
]

任神祇權大史
　　　　　
[
注釈 4
]

　月　日
　　　　神祇官
　　　 
[
注釈 5
]
```

位階については、1870年3月30日（明治3年2月29日）に官員に初めて任用する際の叙位について総て本官の相当位階より2等下となったが、同年11月24日（明治3年閏10月2日）に判任の者へは位階を下賜しないことになった。
1871年5月18日（明治4年3月29日）に定めた宣旨書式では次の例の様に書し明治の字の下に印を押した。
- 宣旨書式（大奉書堅紙八ツ折）（明治4年3月29日）の例

```
 

-
[
注釈 6
]

 印
[
注釈 7
]

-
 　　　　　　　姓　名
[
注釈 10
]

-
 
[
注釈 11
]

 任神祇權大史
[
注釈 12
]

 
[
注釈 13
]

-
 神祇伯従二位姓尸名宣
[
注釈 14
]

 
[
注釈 15
]
[
注釈 16
]
[
注釈 17
]

-
 　神祇大祐従四位姓尸名奉行
[
注釈 18
]

 　
[
注釈 19
]
[
注釈 20
]
[
注釈 21
]

-
 　　印
 明治幾年干支何月幾日
-

 
```

- 仮宣旨書式（大廣奉書半切）（明治4年3月29日）の例

```
　　苗字通稱
[
注釈 22
]

任神祇權大史
[
注釈 23
]

[
注釈 24
]

干支月
　神祇官
[
注釈 25
]

　
[
注釈 26
]
```

### 1871年（明治4年7月）太政官制・官位相当制
1871年8月29日（明治4年7月14日）の廃藩置県の後、同年9月13日（明治4年7月29日）に諸官省に先立って太政官の官制を改正し、従前の官位相当表では正七位以下を判任としてきたが、この際に従六位以下を判任として従六位から従九位までの7等に分つ。
従六位相当は正院の一等出仕、舎人局・雅楽局の長・助とし、正七位相当は正院の二等出仕とし、従七位相当は正院の三等出仕とし、正八位相当は正院の四等出仕とし、従八位相当は正院の五等出仕とした。
正院事務章程では正院の中の「判任官ノ進退ハ其所轄ノ薦挙免黜ノ具上ヲ得テ之ヲ命ス」として正院の中の判任官の採用・離職は其所轄の推薦・離職・降級の申し出により正院が命じた。
明治4年7月に諸省の卿及び開拓長官へ権限を委任する条件を定め、卿部属の官員を選任・降級・昇級する場合は、判任官の補欠は先ず任命の月末に報告することを要することになり、ただし判任官であっても増員・新設と並びに懲役刑以上の罪を犯した者とはまた奏請して上旨を取ることを要することになる。

### 1871年（明治4年8月）太政官制・官等15等
1871年9月24日（明治4年8月10日）に官位相当制を廃止して官等を15等に定め、八等以下を判任とする。
八等は正院の大主記、諸省の大録、諸寮の大属、諸司の大令史、神祇省の中掌典、文部省の大助教、司法省の少解部、宮内省の大監・権少侍医とし、九等は正院の権大主記、諸省の権大録、諸寮の権大属、諸司の権大令史、神祇省の少掌典、文部省の中助教とし、十等は正院の中主記、諸省の中録、諸寮の中属、諸司の中令史、文部省の少助教とし、十一等は正院の権中主記、諸省の権中録、諸寮の権中属、諸司の権中令史、宮内省の少監とし、十二等は正院の少主記、諸省の少録、諸寮の少属、諸司の少令史、式部寮の大舎人・大伶人、宮内省の内舎人・大馭者とし、十三等は正院の権少主記、諸省の権少録、諸寮の権少属、諸司の権少令史、式部寮の権大舎人・中伶人、宮内省の権内舎人・中馭者とし、十四等は式部寮の少伶人、宮内省の少馭者とした。
武官の八等は大尉とし、九等は中尉とし、十等は少尉とし、十一等は曹長とし、十二等は権曹長とし、十三等は軍曹とした。
地方官については、1871年12月10日（明治4年10月28日）の府県官制により府県の典事は八等、権典事は九等、大属は十等、権大属は十一等、少属は十二等、権少属は十三等、史生は十四等、出仕は十五等とした。また、開港開市場がある府県には訳官を置き等級を七等に分けてその第一等を官等八等に当てて以下これに準ずるとした。
また、1872年2月1日（明治4年12月23日）に府掌・県掌の官等を十五等に定めた。
1871年10月3日（明治4年8月19日）に改定した宣旨書式の中の判任官書式では次の例の様に書し、その他は同年5月18日（同年3月29日）に御布令の式に同じ。官位相当制の廃止により位署書で相当・不相当の区別がなくなり行・守も用いないことになる。
- 宣旨書式（明治4年8月19日改定）判任官書式の例

```
正院之印
[
注釈 27
]
　　姓　名
任某官
大内史位姓尸名奉
[
注釈 28
]

明治幾年干支何月日
```

官制等級改定の際に官禄を月給へ改定したときの対応によると、官制等級改定前の従六位相当官の官禄（従前十等）は改定後の官等八等の月給に対応し、以下1等づつ降って従九位相当官の官禄（従前十六等）は改定後の官等十四等の月給に対応する。改定後の官等十五等の月給は新規に加え置いたものとなる。
官等表に掲載しない下級官吏は判任官の下の等外吏（とうがいり）としており、従前の等外一等から等外四等までの官禄はそれぞれ改定後の等外一等から等外四等までの月給に対応する  。
等外には使部・仕丁、小舎人、日誌掛・小舎人取締などがあるほか、司法省警保寮やその後の内務省東京警視庁の巡査も等外とした  。
同年11月24日（明治4年10月12日）の姓尸不称令により公用文書に苗字実名のみを用いることになったことから、1872年1月18日（明治4年12月9日）に改定した宣旨書式の中の判任官書式では次の例の様に書して判任官は明治の字の下に印を押し、その他は1871年5月18日（明治4年3月29日）に公布の式に同じ。
- 宣旨書式（明治4年12月9日改定）判任官書式（料紙大廣奉書四ツ切）の例

```
 

 　　　　　　苗字實名
-
[
注釈 29
]

 任某官
-大内史　位苗字實名奉
[
注釈 30
]

 　　正院之印
[
注釈 31
]

 明治幾年干支何月幾日
-

 
```

1872年3月25日（明治5年2月15日）に改定した宣旨書式の中の判任官記式では料紙の種類や宣旨を奉ずる官や押す印の種類、記載内容と折り目の位置関係など細部の規定を改めた。
- 改定官位記式（明治5年2月15日改定）判任官記式（料紙大廣奉書四ツ切堅四ツ切）の例

```
 

-
[
注釈 29
]

 　　　　苗字實名
 任某官
-
 大内史位苗字實名奉
[
注釈 32
]

 　　正院之印
[
注釈 33
]

-明治幾年干支何月幾日

 
```

1872年（明治5年10月）に海軍省は十四等に伍長を追加した 。
1873年（明治6年）5月2日の正院事務章程では「本院中判任官ノ進退ハ其所轄ノ薦挙免黜ノ具上ヲ得内史ヲシテ之ヲ処置セシム」として正院の中の判任官の採用・離職は其所轄の推薦・離職・降級の申し出により内史に処置させた。
1873年（明治6年）5月8日に陸軍・海軍とも大将以下少尉までを1等づつ繰上げて、判任の八等は中尉、九等は少尉とし、権曹長を廃止して十二等は軍曹とし、十三等は伍長とした  。
その後、1873年（明治6年）5月12日に中尉・少尉を奏任官としたことで、八等・九等に奏任と判任が混在することになる。
また、1873年（明治6年）6月14日に中尉・少尉は奏任であることを理由に、官等表にこだわらず諸判任官の上席とした。
1873年（明治6年）6月19日に改定した出仕官の判補官記式では苗字名、補官省寮司何等出仕を書した。
1875年（明治8年）6月22日に府県の邏卒を等外吏に準ずる取り扱いにして 、同年10月24日に府県の邏卒を巡査と改めてこれを等外とした。その後、1876年（明治9年）5月18日に警部・巡査の他に等外吏を警察に従事させることをやめた。
1875年（明治8年）4月14日の正院章程では「内外史所属ノ判任官進退ハ大内史之ヲ処置スヘシ」として内外史所属の判任官の採用・離職は大内史が処置することとした。

### 1877年（明治10年）1月太政官制・官等17等
1877年（明治10年）1月に官制の簡素化を図り、各省の諸寮及び大少丞以下を廃止して判任官の官名を属とし、また判任の官等に十六等と十七等を加えて、八等は一等属、九等は二等属、十等は三等属、十一等は四等属、十二等は五等属、十三等は六等属、十四等は七等属、十五等は八等属、十六等は九等属、十七等は十等属とした 。
従前の官階と同様に文官の場合は八等以下を判任とし、判任の下に等外を4等とした。
等級改定後の八等の文官の月俸は従前の八等と九等の間の額とし、九等は従前と同額とし、十等は従前の九等と十等の間の額とし、十一等は従前の十等の額とし、十二等は従前の十等と十一等の間の額とし、十三等から十七等まではそれぞれ従前の十一等から十五等までと同じ額として、等外一等から等外四等までの月俸は従前と同額とした 。なお、判任官は新任拝命までは従前の月俸を支給したため、八等の判任文官の月俸は従前の八等のまま留め置いた場合は改定後に新任拝命の八等よりも多くなる。
1878年（明治11年）12月に七等以上の月俸を明治10年改定前の額に戻し、八等の月俸に上等給・下等給を設けて、上等給は明治10年改定の七等と明治10年改定前の八等の間の額とし、下等給は明治10年改定の八等の額とした  。
1879年（明治12年）12月8日に小舎人は等外四等の取り扱いをやめ雇に転換した。
1878年（明治11年）に公立学校を開設する方針を決めた際に、学校を開設する府県町村などの地方官限リで処分するとしたことから、その職員も地方官限りの取り扱いとなっていたところ、1881年（明治14年）6月15日に府県立町村立学校職員については官等に准ずる「准官等」を設けてその待遇とした。
1883年（明治16年）1月4日に勲章について叙勲条例を定め、文武官で数年勲労ある者はその成績を勘査して勲等に叙すことになり、その初叙について判任官以下は勲八等よりするとし、なお勲労年数を累ねることにより判任以下は勲六等まで進級することができるが、ただし判任官は十四等官並びに十四等相当官以下は勲六等に進むことができないとした。また、陸海軍下士の初叙は満10年以上とされ、同条例中の初叙勲並びに進級例で判任以下の勲八等への初叙は満22年以上、勲七等へ進むのは満6年以上、勲六等へ進むのは満7年以上とされた。
さらに、勲位初叙並進級例内則では叙勲条例で定めた大綱の範囲で、官等により初叙勲並びに進級の年数に遅速を設けた。
1885年（明治18年）7月28日に叙勲条例を改正し、その初叙について判任官は勲八等よりするとし、なお勲労年数を累ねることにより判任は勲六等まで進級することができるが、ただし判任官は十四等官並びにその相当官以下は勲七等に進むことができず、また十等官並びにその相当官以下は勲六等に進むことができないとした。また初叙並びに進級例の中で「判任官以下」とあるのを「判任」と改めた。これに合わせて叙勲初叙并進級例内則も改正した。

## 内閣制導入後の判任官

### 1886年（明治19年）4月判任官官等俸給令・官等10等
1885年（明治18年）12月22に内閣職権を定めて太政官制から内閣制に転換した後、1886年（明治19年）2月26日の各省官制通則（明治19年勅令第2号）を定め各省大臣は所部の官吏を統督し判任官以下の採用・離職はこれを専行するとした。また、各省大臣は俸給予算の額内に於いてその省限りで定員を設け判任官を任用することができるとした。
局の中の各課に課長1人を置き判任官を以てこれに充て、各省の中で特に奏任官を以て課長を兼ねさせるものは各省の部でこれを定めた。
属は判任とした。
同年4月29日に判任官官等俸給令（明治19年勅令第36号）を定めて判任官を10等に分けて一等から十等までとした。
判任官の文官の月俸については、判任官一等の上級俸・下級俸は従前の八等官の上等給・下等給と同額、判任官二等から十等までの月俸はそれぞれ従前の九等官から十七等官までと同額である  。判任官一等であって上級俸を受け3年を経た者で労績抜群顕著である者は特別を以って俸給表の範囲に拘らず漸次100円まで増額することができた。この判任官一等特別俸の上限は奏任官四等の上級俸あるいは従前の七等官の月俸にあたる 。
判任官の武官については、陸軍准士官・下士の官等は判任一等より四等までとし、海軍准士官・下士の官等は判任一等より五等までとした。
太政官制の下では勅任官・奏任官・判任官は同じ官等の枠組みの中にこれを充てており、八等・九等は奏任と判任が混在して、席次は官等に拘らず奏任官を判任官の上とするなど複雑化していたところ、このとき高等官官等俸給令（明治19年勅令第6号）と判任官官等俸給令（明治19年勅令第36号）を別に定めることで、高等官と判任官は別の官等の枠組みをそれぞれ用いることになった。
等外については、各省官制通則（明治19年勅令第2号）で各省大臣は臨時の須要により判任官定員の外に俸給予算定額内に於いて雇員を使用することができるとし、このとき等外吏の制度を廃止して雇員や判任待遇に置き換わっていく  。
判任待遇については、1886年（明治19年）10月6日に尋常師範学校官制（明治19年勅令第65号）に於いて、各府県の地方税で支弁する尋常師範学校の学校長補以下は判任の待遇を受けるただし尋常師範学校職員は高等官官等俸給令（明治19年勅令第6号）、判任官官等俸給令（明治19年勅令第36号）及び官吏恩給令（明治17年太政官達第1号）の適用を受けないとした。
公立学校職員については官制の改正により従前の准官等が廃止されたことから、1886年（明治19年）12月28日に明治19年閣令第35号により公立学校職員は総て判任を以て待遇することになる。
1887年（明治20年）に位階について叙位条例を定めたときの叙位進階内規では判任官の叙位は規定していない。
1887年（明治20年）に文官試験試補及見習規則（明治20年7月25日勅令第37号）により判任文官の任用資格を定め、官立府県立中学校等の卒業証書を有し普通試験を経て当選して判任官の事務を練習するものを見習とし、試補及見習ノ待遇並ニ任用ノ件（明治20年11月7日勅令第57号）により見習を判任とし、見習を本官に任用するには判任官五等以下とした。
試補及見習俸給支給方（明治21年3月16日閣令第2号）により見習を命じられたものには月給25円以下その官庁の定額内において所属長官便宜これを給することができるとした。
ただし、技術官及び特別の学術技芸を要する者については、判任官見習は月給40円以下とした。
1888年（明治21年）に勲章について叙勲条例並びに附則を廃止して文武官叙勲内則を定めたときの規定では、判任官の初叙は勲八等とし、判任官一等特別俸又は上級俸を受ける者でなければ勲六等まで進むことはできず、判任官六等以下は勲七等まで進むことはできないとした。

### 1890年（明治23年）3月判任官官等俸給令改正・官等6等
1890年（明治23年）3月24日に判任官官等俸給令を改正・追加し、判任官を6等に分けて一等から六等までとして毎等に定員を設け、従前の判任官五等以上は毎等在職4年六等以下は毎等在職3年を越えなけれは昇等することができないところ、改正後の判任官の陞叙は判任官二等・三等は毎等在職4年以上四等・五等・六等は毎等在職2年以上と短縮し、ただし毎等に定員を限り欠員がある場合でなければ在職年数が十分でも陞叙させず、また欠員を補う事ができないときは次の官等以下を増員できるとした。
この改正の主な趣旨は、従前のように判任官の官等を一等より十等までにに分けるのは等級を細かく分け過ぎであり、夥しい年月を経なければ最下等より最上等に進むことができず才能あるものを登用する途を塞ぎ人に倦怠の意を生じさせる弊害があるため、一等から六等までに改め毎等に上下の2級に分けて任用上に便宜を与えて奨励の途を明らかにしようとすることにあるとされた。なお、その俸給額は従前の制度と異なるときを以って現任者を改正した官等に転叙する際に現俸額に変更を生ずることはなく、かつ毎等に定員を設けて年数に定限があるので短期間で進級させるおそれがないように配慮した。
判任官一等の特別俸・上級俸・下級俸は従前の判任官一等の特別俸・上級俸・下級俸と同額とし、二等の上級俸は新たに設けて下級俸は従前の二等の月俸と同額として、三等の上級俸・下級俸は従前の三等・四等の月俸、四等の上級俸・下級俸は従前の五等・六等の月俸、五等の上級俸・下級俸は従前の七等・八等の月俸、六等の上級俸・下級俸は従前の九等・十等の月俸と同額とした 。
同月27日に各省官制通則を改正し、局の中の各課に課長1人を置き判任官を以てこれに充て、各省の中で特に奏任官を以て課長を兼ねさせるものは各省官制の部で定め、陸軍省・海軍省の中の課長は武官及び理事・主理を以てこれに充てた。属は判任とした。
同年7月1日に文武官叙勲内則を改正し、判任官五等・六等は勲七等まで進むことはできないとした。

### 1891年（明治24年）7月判任官俸給令・官等廃止
1890年（明治23年）11月29日に施行した大日本帝国憲法の下で、1891年（明治24年）7月27日に判任官俸給令（明治24年勅令第83号）を定め判任官官等俸給令（明治19年勅令第36号）を廃止する。このとき高等官と同様に判任官の官等も廃止した 。
判任官文官の俸給を10等に分けて一級俸から十級俸までとして一級俸は従前の一等の下級俸と同額とし、二級俸は従前の二等の下級俸と同額として、三級俸・四級俸は従前の三等の上級俸・下級俸、五級俸・六級俸は従前の四等の上級俸・下級俸、七級俸・八級俸は従前の五等の上級俸・下級俸、九級俸・十級俸は従前の六等の上級俸・下級俸と同額とし、判任官最上級俸を受け5年を超え事務熟練優等である者は特別を以って俸給表の範囲に拘らず漸次75円まで増額することができた。この判任官特別俸の上限は従前の判任官一等の上級俸にあたる 。
このときの制度は職の繁閑に応じてその俸給を増減し必ずしも官等の高下によって俸給を増減しない精神によるものであった。
このとき各省官制通則を改正して、従前は局の中の各課に置く課長は判任官を以てこれに充て各省の中で特に奏任官を以て課長を兼ねさせるものは各省官制の部で定めていたところ、大臣官房及び局の中の各課に置く課長は奏任官または判任官を以てこれに充てるとした。
俸給については従前の官等に応じた等級俸から職給俸に改めたことから、初任判任官に支給することができる俸給額は月俸25円（七級俸相当）を超過することができないとする上限や、1か年内における昇級回数の制限、一度に昇級できる級数の制限などを内規で定めた 。
巡査・看守は従前は等外吏であったけれども1886年（明治19年）に等外吏を廃止してからその身分は官吏ではなくまた雇員でもなく待遇上の位置付けができていなかった、しかしその職務は全く官吏の責任を帯び一般官吏と別に異なることろはないことから、1891年（明治24年）4月20日に巡査・看守は判任官を以って待遇することにする。
尋常師範学校の学校長補以下について従前は判任の待遇としてきたが、判任待遇の者はその人物、俸額の如何に拘らず総て判任官の下班に列するものを以て従来の慣例にしてきたことから、教官の待遇と巡査その他の待遇を比べてその釣り合いに不都合な点が多いので、1891年（明治24年）11月17日に尋常師範学校官制を全部改正して尋常師範学校の教諭、助教諭、舎監、訓導及び書記の待遇については俸給、隠退料その他特に規定がある事項を除く他、任免の式、階級の格、席次の順序などは勿論、その他一切の待遇を総て判任文官と同一の待遇とすることになり、これを翌年の4月1日に施行した。
市町村立小学校長及び正教員についても同様の理由で1891年（明治24年）11月17日に市町村立小学校長及教員名称及待遇を全部改正し、市町村立小学校長及び正教員は判任文官と同一の待遇を受けることとした。
また、公立中学校・専門学校・技芸学校職員についても、同年12月14日に公立中学校専門学校技芸学校職員名称待遇及任免を定め、公立中学校・専門学校・技芸学校の学校長、教諭、助教諭、舎監及び書記は判任文官と同一の待遇を受けることとし、判任文官と同一の待遇を受ける職員の任免は、府県知事がこれを専行するとした。
1891年（明治24年）11月27日に叙位進階内則を改定して判任官を20年以上の勤労のある者は特に正七位以下に叙すことがあるとした。

### 1891年（明治24年）12月文武判任官等級表・等級5等
同年12月28日に文武判任官等級表（明治24年勅令第249号）を定めて判任官を5等の等級に分け一等から五等までとした。
判任官俸給令（明治24年勅令第83号）の俸給表を適用する一般的な判任官の等級については一等は特別俸・一級俸・二級俸とし、二等は三級俸・四級俸とし、三等は五級俸・六級俸とし、四等は七級俸・八級俸とし、五等は九級俸・十級俸とした。
この判任官の等級は位階については叙位進階内則の規定に基づく判任官叙位標準で用いられ、正七位を叙すのは特別俸、従七位は特別俸、一等（一級俸、二級俸）、正八位は二等（三級俸、四級俸）、三等（五級俸、六級俸）、従八位は四等（七級俸、八級俸）、五等（九級俸、十級俸）とした。なお、明治24年7月の官等廃止以前の旧判任官一等（特別俸、上級、下級）は従七位、同二等（上級、下級）、同三等（上級、下級）、同四等（上級）は正八位、同四等下級以下は従八位とし、正七位に叙せられるのは旧判任官一等下級以上で特別功労ある者に限るとした。
また、勲章についても叙勲内則で叙勲の規準として用いられ、判任官の初叙は勲八等とし、陸海軍准士官・文官判任官一等は勲六等まで進級するとし、陸軍曹長並びに相当官・海軍下士一等・文官判任官二等、陸軍一等軍曹並びに相当官・海軍下士二等・文官判任官三等、陸軍二等軍曹並びに相当官・海軍下士三等・文官判任官四等は勲七等まで進級するとし、文官判任官五等は勲八等に止まるとした。
同年11月12日に高等官官等俸給令（明治25年勅令第96号）で再び高等官の官等を定めて、従前の高等官任命及俸給令（明治24年勅令第82号）及び文武高等官官職等級表（明治24年勅令第215号）を廃止したが、判任官については制度の変更はなく、高等官の制度改正に伴う条文の修正を行うに止まる 。
1893年（明治26年）に文官任用令（明治26年10月31日勅令第183号）で判任文官の任用資格を定め、文官試補及見習規程（明治26年10月31日勅令第186号）により判任文官に任用することができる資格を有する者は見習として各庁の事務を練習させることができるとし、見習は判任官の待遇とするがただし俸給は支給しないとした。
1897年（明治30年）6月22日に判任官俸給令を改正し、判任官は毎級在職1年以上を経なければ増給しないところ、初任判任官に支給することができる俸給額は月俸25円（七級俸相当）を超過することができないとする内規を考慮して八級俸以下の者はその等級の在職期間に拘らずに増給できることにした  。
1898年（明治31年）10月22日に判任官俸給令を改正し、別表の月俸の額を一級づつ繰り上げて一級俸は従前の特別俸の上限額とし、特別俸は「漸次75円」を「100円」に改め、六級俸以下の者はその等級の在職期間に拘らず増給できることにした  。
また、内規で制限する初任判任官の俸給額よることが難しい場合は閣議を経て支給ことになっていたが、その手続きを省略して内閣総理大臣の裁決を経て施行することとし、内規を改正して従前は初任判任官に支給することができる俸給額は月俸25円を超過することができないとしてきたところ、月俸40円（五級俸相当）を超過することができないとした 。
1900年（明治33年）2月3日に文武官叙位進階内則を改定し、判任文官を在職満20年以上あるいは陸海軍准士官下士を在職15年以上であって勤労のある者は叙位することがあるとして、正七位は判任文官特別俸を受けるもの及び判任文官・陸海軍准士官下士で従七位に叙せられ満5年以上を経て勤労ある者を叙位し、従七位は判任文官一級俸以下三級俸以上を受けるもの、陸海軍准士官下士は文武判任官等級表の一等・二等に相当するもの、正八位は判任文官四級俸以下六級俸以上を受けるもの、陸海軍准士官下士は文武判任官等級表の三等に相当するもの、従八位は判任文官七級俸以下十級俸以上を受けるもの、陸海軍准士官下士は文武判任官等級表の四等に相当するものを叙すとし、正七位に叙せられた後に満10年を経て勤労顕著な者は従六位に進階することができるとした。
1906年（明治39年）8月7日に判任官俸給令と文武判任官等級表を改正して、判任官の俸給は月俸30円未満の者に限り判任官俸給令の級俸に拘らず適宜の俸給額を定めこれを支給できるようにした 。この定めは判任官の待遇を受ける者の俸給にも準用した。
判任官俸給令の俸給表を適用する一般的な判任官の等級については、判任官四等は従前は七級俸（月俸30円）と八級俸（月俸25円）であったところ月俸30円以下とし、判任官五等は従前は九級俸（月俸20円）と十級俸（月俸15円）であったところ月俸20円以下とした  。

### 1910年（明治43年）6月文武判任官等級令・等級4等
1910年（明治43年）3月17日に判任官俸給令を改正し、これまでの判任官の俸給に関する勅令等を整理・統合するとともに、物価に応じて判任官の俸給を改めて一級俸から十一級俸までを定め、判任文官であって一級俸を受け5年を超え事務熟練優等である者は特に120円まで増額することができるとした  。
この改正勅令を施行する際に別に辞令書を交付されないときは、現に現行俸給の一級俸から五級俸までを受ける者にはそれぞれ改正俸給の一級俸から五級俸までを給するものとし、現に現行俸給の六級俸またはこれと同額の月俸35円を受ける者の改正俸給は月俸43円、現に月俸30円以下を受ける者の改正俸給は現俸に7円を加えた額、現に月俸27円以下を受ける者の改正俸給は現俸に6円を加えた額、現に月俸23円以下を受ける者の改正俸給は現俸に5円を加えた額、現に月俸19円以下を受ける者の改正俸給は現俸に4円を加えた額、現に月俸15円以下を受ける者の改正俸給は現俸に3円を加えた額、現に月俸11円以下6円以上を受ける者の改正俸給は現俸に2円を加えた額をそれぞれ給するものとした。
このときは官吏進級内規の改正がないので、初任判任官に支給することができる俸給額は月俸40円（新七級俸相当）を超過することができないとしたことに変わりない。
同年6月17日に文武判任官等級令（明治43年勅令第267号）を定めて文武判任官等級表を廃止して、判任官の等級を4等に分けて一等から四等までとし、その区分は別表によるものの他は本俸により判任官一等は特別俸・一級俸・二級俸とし、二等は三級俸・四級俸・五級俸とし、三等は六級俸・七級俸・八級俸・月俸40円未満35円以上とし、四等は九級俸・十級俸・十一級俸・月俸35円未満とした。
文武判任官等級令の別表によらない一般的な判任官の場合は、従前の判任官一等は改正後の判任官一等に対応し、従前の二等は改正後の二等に、従前の三等は改正後の二等から三等までに、従前の四等は改正後の三等から四等に、従前の五等は改正後の四等に対応する   。
別表では神宮の判任官、陸海軍准士官及び下士、三等郵便局長・樺太庁特定郵便局長、外地の郵便局長、郡書紀・郡視学・郡技手の等級を定めた。
文官試補及見習ニ関スル件（明治43年6月20日勅令第275号）により判任文官に任用することができる資格を有する者は見習として各庁に属させてその庁又は他の官庁において事務を練習させることができるとし、見習は判任官の待遇として、見習の任免は判任官の例によるとし、見習には1月20円（十一級俸相当）以内の俸給を給することができるとした。
1915年（大正4年）7月30日に文武官叙位進階内則を改正して、従前は判任文官は俸給を基準に叙位してきたがこのとき判任文官も判任武官と同様に判任官の等級を基準に叙位するとこととして、判任文官を在職満20年以上あるいは判任武官を在職15年以上であって勤労のある者は叙位することがあり、正七位は判任文官特別俸を受けるもの及び判任官で従七位に叙せられ満5年以上を経て勤労ある者を叙し、従七位は判任官一等及び二等のもの、正八位は判任官三等のもの、従八位は判任官四等のものを叙すとして、正七位に叙せられた後に満10年を経て勤労顕著な者は従六位に進階することができるとした。
1920年（大正9年）に各省官制通則を改正し、従前は大臣官房及び局の中の各課に置く課長は奏任官または判任官を以てこれに充てるとしていたところ、大臣官房及び局の中の各課に置く課長は高等官を以てこれに充てるとしたことで、判任官を以て課長に充てることをやめた。

### 1946年（昭和21年）4月官吏任用叙級令・判任廃止
1945年（昭和20年）のポツダム宣言受諾の後、連合国軍占領下の1946年（昭和21年）4月1日に官吏任用叙級令（昭和21年勅令第190号）を公布・施行して親任式を以て任ずる官を除く他の官を分けて一級、二級及び三級とし、このときに文武判任官等級令廃止等が行われ「判任官」を「三級官吏」に改めた。
1947年（昭和22年）5月3日に日本国憲法を施行したときに、これまでの大日本帝国憲法第10条の天皇による官吏任命権に代わって日本国憲法第15条に適合するように官吏任用叙級令の一部を改正する等が行われて、この際に現に存置されている判任の制度はこれを廃止するものとし、現に判任である官は三級の官となったものとし、現に判任の官に在官する者または判任待遇の職員である者は、別段の辞令を発せられないときは、その区分に応じ各々相当の官に任ぜられ、且つ、三級に叙せられ、または三級官待遇の職員に任ぜられたものとした。この際に現に効力を有する他の命令の規定の中の判任、判任官または判任官の待遇に関する規定は、別段の規定がある場合を除いては、三級、三級の官吏または三級官待遇に関する規定とされた。
また、このときに官吏の任免、叙級、休職、復職その他の官吏の身分上の事項に関する手続が定められ、法律または他の政令に特別の定めがある場合を除いては、三級官吏の任免、叙級、休職、復職は、主任大臣または政令の定める各庁の長もしくはこれに準ずる者が、これを行うことになる。
1949年（昭和24年）1月15日に官吏任用叙級令は廃止されたが、官職における欠員補充の方法に関する国家公務員法の規定を完全に実施するための人事院規則が制定されるまでの職員の任用に関する暫定手続を定めて、官職における官の級別は、当分の間、なお従前の例によるとされた。
1952年（昭和27年）に日本国との平和条約が発効した後、同年6月1日にこの暫定手続を廃止して、官職における欠員補充の方法に関する同法の規定を完全に実施することになる。

## 大日本帝国憲法の下における判任官
判任官は天皇の任命大権の委任という形式を採って各行政官庁が任命していた。雇員・傭人と異なり、国家と公法上の関係に立つ官吏である。一等から四等までに分かれていた。なお、判任官ではないが、判任官に準じるものとして判任待遇という位置づけも存在していた。
文官はそれぞれの職務に応じて等級が分かれていた。警察官など階級で分かれる官吏は、警部・警部補が判任官であり、巡査部長・巡査は判任待遇であった。
技官の場合、判任官身分で工業技術者として採用の技官は「技手（ぎしゅ、ぎて）」と呼ばれており、主に高等工業学校(現在の大学工学部等に相当)卒業者が任じられ、必要に応じて奏任官に登用された。なお、帝大卒業者は奏任官である技師に任じられた。
旧陸海軍の准士官及び下士官は判任とした。陸海軍将校は階級に応じて高等官の官等を定めたのと同様に、陸海軍准士官及び下士官の階級に応じて判任官の等級を定めた。その下の兵は、帝国臣民（男子）の義務たる徴兵を通して皆が皆、軍に入営・入団するという建前から官吏とは認められていなかった。例外的に陸軍の憲兵上等兵は判任待遇とした。憲兵上等兵は全員が採用試験を経て任用される職業軍人であった。
伊豆七島の地役人および名主は、1895年に判任官待遇とされた。
文武判任官等級令（明治43年勅令第267号）の施行により廃止する前の文武判任官等級表（明治24年勅令第249号）に掲載されている判任官一等から五等までの判任文官の等級には次のよう例がある。
- 判任官一等以下…各庁属、各庁書記、外務省翻訳官補、外務書記生、外務通訳生、税関事務官補、税関鑑定官補、税関監視、陸軍録事、陸軍助教、陸軍編修書記、陸軍測量手、陸軍通訳生、陸軍監獄看守長、海軍録事、海軍編修書記、海軍監獄看守長、帝国大学助手、帝国大学医科大学附属医院薬剤手、帝国大学司書、東北帝国大学農科大学予科・土木工学科・林学科・水産学科助教授、文部省直轄諸学校助教授、高等師範学校・女子高等師範学校助教諭、高等師範学校・女子高等師範学校・東京盲啞学校訓導、高等師範学校助手、女子高等師範学校保姆、帝国図書館司書、臨時観測技手、保険事務官補、山林属、山林技手、鉱山監督署書記、鉄道書記、鉄道技手、通信属、通信技手、航路標識看守、商船学校助教、北海道庁・府県属、北海道庁通訳、警部、港吏、港務医官補、港務獣医官補、港務調剤手、府県通訳、警視属、消防士、消防機関士、警視庁通訳、警視庁警察医、看守長、監獄通訳、郡区・島庁書記、会計検査院速記技手、貴族院・衆議院守衛長、貴族院・衆議院守衛番長、貴族院・衆議院速記技手、裁判所書記、各庁技手など。
- 判任官五等…税関監吏[注釈 59]
- 判任官二等から四等まで…望樓長[注釈 60]、三等郵便局長[注釈 61]など。
- 判任官四等以下…望樓手[注釈 62]、森林主事[注釈 62]、鉄道書記補[注釈 63]、通信手[注釈 64]など。
- 判任官一等から四等まで…北海道庁・府県視学[注釈 65]、郡視学[注釈 61]

文武判任官等級令（明治43年勅令第267号）により判任官の等級を一等から四等までに変更しており、このうちの特定の等級を充てることとなった判任文官には次のよう例がある。
- 判任官三等以下…税関監吏[注釈 59]
- 判任官四等…警部補[注釈 66]、樺太庁警部補[注釈 66]、望樓手[注釈 62]、森林主事[注釈 62]、郵便貯金局書記補[注釈 64]、逓信管理局書記補[注釈 64]、通信書記補[注釈 64]など。

文武判任官等級令（明治43年勅令第267号）の本則によらず別表により定めた判任文官の等級には次のよう例がある。
- 判任官一等から二等まで…神宮権禰宜
- 判任官三等以下…神宮宮掌
- 判任官一等以下…神宮皇学館助教授・神宮皇学館書記、三等郵便局長[注釈 61]・樺太庁特定郵便局長、統監府郵便所長・台湾総督府三等郵便局長・関東都督府郵便所長、郡書記・郡視学[注釈 61]・郡技手